# Seesaw (comédie musicale)
Pour les articles homonymes, voir See-Saw.
Seesaw est une comédie musicale de Michael Bennett, avec une musique de Cy Coleman, et des paroles de Dorothy Fields. Elle fut créée en 1973.
Basé sur la pièce de théâtre Two for the Seesaw de William Gibson, l'intrigue se concentre sur une brève liaison entre Jerry Ryan, un jeune avocat du Nebraska, et Gittel Mosca, un danseur fou du Bronx. Les numéros musicaux évoquent des aspects colorés de la vie new-yorkaise. La caractéristique la plus notable des orchestrations originales de la partition par Larry Fallon était leur large utilisation des cuivres.

## Chansons
| Acte I - Seesaw - My City - Nobody Does It Like Me - In Tune - Spanglish - Welcome to Holiday Inn! - You're a Lovable Lunatic - He's Good for Me - Ride Out the Storm | Acte II - We've Got It - Poor Everybody Else - Chapter 54, Number 1909 - The Concert - It's Not Where You Start - I'm Way Ahead - Seesaw (Reprise) |

## Récompenses et nominations

### Production originale de Broadway
| Année | Récompense       | Catégorie                                          | Nomination                   | Résultat   |
| ----- | ---------------- | -------------------------------------------------- | ---------------------------- | ---------- |
| 1974  | Tony Award       | Best Musical                                       | Best Musical                 | Nomination |
| 1974  | Tony Award       | Best Book of a Musical                             | Michael Bennett              | Nomination |
| 1974  | Tony Award       | Best Original Score                                | Cy Coleman et Dorothy Fields | Nomination |
| 1974  | Tony Award       | Best Performance by a Leading Actress in a Musical | Michele Lee                  | Nomination |
| 1974  | Tony Award       | Best Performance by a Featured Actor in a Musical  | Tommy Tune                   | Lauréat    |
| 1974  | Tony Award       | Best Direction of a Musical                        | Michael Bennett              | Nomination |
| 1974  | Tony Award       | Best Choreography                                  | Michael Bennett              | Lauréat    |
| 1974  | Drama Desk Award | Outstanding Performance                            | Michele Lee                  | Lauréat    |